# Resolutie 1813 Veiligheidsraad Verenigde Naties
Resolutie 1813 van de Veiligheidsraad van de Verenigde Naties werd unaniem door de VN-Veiligheidsraad aangenomen op 30 april 2008 en verlengde het mandaat van de VN-missie in de Westelijke Sahara met, deze keer, een jaar.

## Achtergrond
Begin jaren 1970 ontstond een conflict tussen Spanje, Marokko, Mauritanië en de Westelijke Sahara zelf over de Westelijke Sahara, een gebied dat tot dan in Spaanse handen was. Marokko legitimeerde zijn aanspraak op basis van historische banden met het gebied. Nadat Spanje het gebied opgaf bezette Marokko er twee derde van. Het land is nog steeds in conflict met Polisario dat met steun van Algerije de onafhankelijkheid blijft nastreven. Begin jaren 1990 kwam er een plan op tafel om de bevolking van de Westelijke Sahara via een volksraadpleging zelf te laten beslissen over de toekomst van het land. Het was de taak van de VN-missie MINURSO om dat referendum op poten te zetten. Het plan strandde later echter door aanhoudende onenigheid tussen de beide partijen waardoor ook de missie nog steeds ter plaatse is.

## Inhoud

### Waarnemingen
De Veiligheidsraad herhaalde zijn oproep aan de partijen en landen in en rond de Westelijke Sahara om de impasse te doorbreken en verder te onderhandelen over een politieke oplossing. Hij nam ook akte van het voorstel dat Marokko op 11 april had gedaan en verwelkomde de inspanningen van dat land. Ook werd akte genomen van het voorstel van Polisario een dag eerder. Intussen waren ook 4 onderhandelingsronden gehouden.

### Handelingen
De partijen werden opgeroepen nog intensiever te onderhandelen. Ook verlengde de Veiligheidsraad het mandaat van de MINURSO-missie tot 30 april 2009.

## Verwante resoluties
- Resolutie 1754 Veiligheidsraad Verenigde Naties (2007)
- Resolutie 1783 Veiligheidsraad Verenigde Naties (2007)
- Resolutie 1871 Veiligheidsraad Verenigde Naties (2009)
- Resolutie 1920 Veiligheidsraad Verenigde Naties (2010)

Lijst ·  1795 ·  1796 ·  1797 ·  1798 ·  1799 ·  1800 ·  1801 ·  1802 ·  1803 ·  1804 ·  1805 ·  1806 ·  1807 ·  1808 ·  1809 ·  1810 ·  1811 ·  1812 ·  1813 ·  1814 ·  1815 ·  1816 ·  1817 ·  1818 ·  1819 ·  1820 ·  1821 ·  1822 ·  1823 ·  1824 ·  1825 ·  1826 ·  1827 ·  1828 ·  1829 ·  1830 ·  1831 ·  1832 ·  1833 ·  1834 ·  1835 ·  1836 ·  1837 ·  1838 ·  1839 ·  1840 ·  1841 ·  1842 ·  1843 ·  1844 ·  1845 ·  1846 ·  1847 ·  1848 ·  1849 ·  1850 ·  1851 ·  1852 ·  1853 ·  1854 ·  1855 ·  1856 ·  1857 ·  1858 ·  1859